# Coupe de la Ligue anglaise de football 2014-2015
Navigation
Édition précédente Édition suivante
La Coupe de la Ligue anglaise 2014-2015, connue sous le nom de Capital One Cup pour des raisons de sponsor, est la 55e édition de la compétition. C'est une coupe à élimination directe qui se joue entre les 20 équipes de Premier League et les 72 équipes de Football League. Le vainqueur sera automatiquement qualifié pour la Ligue Europa 2015-2016.
Le premier tour commence le 11 août 2014.
Les équipes reléguées de Premier League durant la saison 2013-2014 commencent la compétition à partir du deuxième tour, en va de même pour les équipes de Premier League ne participant pas à une compétition européenne (Ligue des champions ou Ligue Europa). De leur côté, les équipes amenées à jouer en Europe joueront leur premier match au troisième tour.
Chelsea remporte la compétition après sa victoire sur Tottenham en finale (2-0) et remporte son 5e trophée dans la compétition.

## Premier tour
Les 24 équipes de League Two, les 24 équipes de League One et 22 équipes de Championship (70 équipes en tout) commenceront à ce stade de la compétition. Les deux équipes de Championship ne commençant pas à ce tour sont Fulham et Norwich City, toutes deux fraîchement reléguées de Premier League. Cardiff City, eux aussi relégués la saison passée, n'est pas exempté du premier tour, ayant fini 20e de la dernière édition de la Premier League.
Le tirage au sort effectué le 17 juin 2014 donna les rencontres suivantes :
| 11 août 2014 | Carlisle United (4) | 0 - 2 | Derby County (2)          |                                                                    |                                                                    |
| 19 h 45 BST  |                     |       | Hendrick 62e · Martin 90e | Brunton Park, Carlisle Spectateurs : 3 481 Arbitrage : Darren Bond | Brunton Park, Carlisle Spectateurs : 3 481 Arbitrage : Darren Bond |
| 19 h 45 BST  | Rapport             |       |                           | Brunton Park, Carlisle Spectateurs : 3 481 Arbitrage : Darren Bond | Brunton Park, Carlisle Spectateurs : 3 481 Arbitrage : Darren Bond |

| 12 août 2014 | Barnsley (3) | 0 - 2 | Crewe Alexandra (3)     |                                                                           |                                                                           |
| 19 h 45 BST  |              |       | Waters 32e · Tootle 84e | Oakwell Stadium, Barnsley Spectateurs : 4 391 Arbitrage : Chris Sarginson | Oakwell Stadium, Barnsley Spectateurs : 4 391 Arbitrage : Chris Sarginson |
| 19 h 45 BST  | Rapport      |       |                         | Oakwell Stadium, Barnsley Spectateurs : 4 391 Arbitrage : Chris Sarginson | Oakwell Stadium, Barnsley Spectateurs : 4 391 Arbitrage : Chris Sarginson |

| 12 août 2014 | Birmingham City (2)                        | 3 - 1 a. p. | Cambridge United (4) |                                                                      |                                                                      |
| 19 h 45 BST  | C. Donaldson 16e · Caddis 96e · Duffy 106e |             | R. Donaldson 38e     | St Andrew's, Birmingham Spectateurs : 9 816 Arbitrage : Tim Robinson | St Andrew's, Birmingham Spectateurs : 9 816 Arbitrage : Tim Robinson |
| 19 h 45 BST  | Rapport                                    |             |                      | St Andrew's, Birmingham Spectateurs : 9 816 Arbitrage : Tim Robinson | St Andrew's, Birmingham Spectateurs : 9 816 Arbitrage : Tim Robinson |

| 12 août 2014 | Blackburn Rovers (2) | 0 - 1 | Scunthorpe United (3) |                                                                       |                                                                       |
| 19 h 45 BST  |                      |       | Bishop 34e            | Ewood Park, Blackburn Spectateurs : 5 352 Arbitrage : Seb Stockbridge | Ewood Park, Blackburn Spectateurs : 5 352 Arbitrage : Seb Stockbridge |
| 19 h 45 BST  | Rapport              |       |                       | Ewood Park, Blackburn Spectateurs : 5 352 Arbitrage : Seb Stockbridge | Ewood Park, Blackburn Spectateurs : 5 352 Arbitrage : Seb Stockbridge |

| 12 août 2014 | Bolton Wanderers (2)              | 3 - 2 a. p. | Bury (4)               |                                                                        |                                                                        |
| 19 h 45 BST  | Davies 90e (pen.) · Danns 93e 96e |             | Lowe 20e · McNulty 97e | Macron Stadium, Horwich Spectateurs : 9 249 Arbitrage : Jeremy Simpson | Macron Stadium, Horwich Spectateurs : 9 249 Arbitrage : Jeremy Simpson |
| 19 h 45 BST  | Rapport                           |             |                        | Macron Stadium, Horwich Spectateurs : 9 249 Arbitrage : Jeremy Simpson | Macron Stadium, Horwich Spectateurs : 9 249 Arbitrage : Jeremy Simpson |

| 12 août 2014 | Brighton & Hove Albion (2)   | 2 - 0 | Cheltenham Town (4) |                                                                               |                                                                               |
| 19 h 45 BST  | Dunk 79e · Mackail-Smith 90e |       |                     | Falmer Stadium, Falmer, Brighton Spectateurs : 6 595 Arbitrage : Michael Bull | Falmer Stadium, Falmer, Brighton Spectateurs : 6 595 Arbitrage : Michael Bull |
| 19 h 45 BST  | Rapport                      |       |                     | Falmer Stadium, Falmer, Brighton Spectateurs : 6 595 Arbitrage : Michael Bull | Falmer Stadium, Falmer, Brighton Spectateurs : 6 595 Arbitrage : Michael Bull |

| 12 août 2014 | Bristol City (3) | 1 - 2 | Oxford United (4)       |                                                                          |                                                                          |
| 19 h 45 BST  | Bryan 2e         |       | Morris 55e · Hylton 87e | Ashton Gate Stadium, Bristol Spectateurs : 6 145 Arbitrage : Lee Collins | Ashton Gate Stadium, Bristol Spectateurs : 6 145 Arbitrage : Lee Collins |
| 19 h 45 BST  | Rapport          |       |                         | Ashton Gate Stadium, Bristol Spectateurs : 6 145 Arbitrage : Lee Collins | Ashton Gate Stadium, Bristol Spectateurs : 6 145 Arbitrage : Lee Collins |

| 12 août 2014 | Burton Albion (4)        | 2 - 1 | Wigan Athletic (2) |                                                                               |                                                                               |
| 19 h 45 BST  | Knowles 45e · Beavon 45e |       | Fortuné 27e        | Pirelli Stadium, Burton upon Trent Spectateurs : 2 602 Arbitrage : Pat Miller | Pirelli Stadium, Burton upon Trent Spectateurs : 2 602 Arbitrage : Pat Miller |
| 19 h 45 BST  | Rapport                  |       |                    | Pirelli Stadium, Burton upon Trent Spectateurs : 2 602 Arbitrage : Pat Miller | Pirelli Stadium, Burton upon Trent Spectateurs : 2 602 Arbitrage : Pat Miller |

| 12 août 2014 | Charlton Athletic(2)                            | 4 - 0 | Colchester United (3) |                                                                                  |                                                                                  |
| 19 h 45 BST  | Buyens 24e (pen.) · Wilson 54e 59e · Church 89e |       |                       | The Valley, Charlton, Londres Spectateurs : 5 752 Arbitrage : Charles Breakspear | The Valley, Charlton, Londres Spectateurs : 5 752 Arbitrage : Charles Breakspear |
| 19 h 45 BST  | Rapport                                         |       |                       | The Valley, Charlton, Londres Spectateurs : 5 752 Arbitrage : Charles Breakspear | The Valley, Charlton, Londres Spectateurs : 5 752 Arbitrage : Charles Breakspear |

| 12 août 2014 | Chesterfield (3)                      | 3 - 5 a. p. | Huddersfield Town (2)                         |                                                                          |                                                                          |
| 19 h 45 BST  | Humphreys 32e · Banks 45e · Doyle 71e |             | Wells 58e 84e (pen.) · Stead 90e · Lolley 98e | Proact Stadium, Chesterfield Spectateurs : 4 569 Arbitrage : Gary Sutton | Proact Stadium, Chesterfield Spectateurs : 4 569 Arbitrage : Gary Sutton |
| 19 h 45 BST  | Rapport                               |             |                                               | Proact Stadium, Chesterfield Spectateurs : 4 569 Arbitrage : Gary Sutton | Proact Stadium, Chesterfield Spectateurs : 4 569 Arbitrage : Gary Sutton |

| 12 août 2014 | Crawley Town (3) | 1 - 0 a. p. | Ipswich Town (2) |                                                                         |                                                                         |
| 19 h 45 BST  | McLeod 111e      |             |                  | Broadfield Stadium, Crawley Spectateurs : 3 043 Arbitrage : Andy Haines | Broadfield Stadium, Crawley Spectateurs : 3 043 Arbitrage : Andy Haines |
| 19 h 45 BST  | Rapport          |             |                  | Broadfield Stadium, Crawley Spectateurs : 3 043 Arbitrage : Andy Haines | Broadfield Stadium, Crawley Spectateurs : 3 043 Arbitrage : Andy Haines |

| 12 août 2014 | Dagenham & Redbridge (4)                                                   | 6 - 6 a. p. 2 - 4 t. a. b. | Brentford (2)                                                     |                                                                             |                                                                             |
| 19 h 45 BST  | Porter 17e · Chambers 45e · Boucaud 55e · Hemmings 90e 113e · Cureton 100e |                            | Dallas 5e 9e · Prowschwitz 32e · Gray 83e · Moore 97e · Dean 117e | Victoria Road, Dagenham, Londres Spectateurs : 1 576 Arbitrage : Keith Hill | Victoria Road, Dagenham, Londres Spectateurs : 1 576 Arbitrage : Keith Hill |
| 19 h 45 BST  | Rapport                                                                    |                            |                                                                   | Victoria Road, Dagenham, Londres Spectateurs : 1 576 Arbitrage : Keith Hill | Victoria Road, Dagenham, Londres Spectateurs : 1 576 Arbitrage : Keith Hill |
| 19 h 45 BST  | Connors · Howell · Partridge · Chambers                                    | Tirs au but 2 - 4          | Dallas · Judge · Craig · O'Connor                                 | Victoria Road, Dagenham, Londres Spectateurs : 1 576 Arbitrage : Keith Hill | Victoria Road, Dagenham, Londres Spectateurs : 1 576 Arbitrage : Keith Hill |

| 12 août 2014 | Exeter City (4) | 0 - 2 | Bournemouth (2)                 |                                                                   |                                                                   |
| 19 h 45 BST  |                 |       | Bennett 55e (csc) · Gosling 74e | St James Park, Exeter Spectateurs : 2 648 Arbitrage : Andy Davies | St James Park, Exeter Spectateurs : 2 648 Arbitrage : Andy Davies |
| 19 h 45 BST  | Rapport         |       |                                 | St James Park, Exeter Spectateurs : 2 648 Arbitrage : Andy Davies | St James Park, Exeter Spectateurs : 2 648 Arbitrage : Andy Davies |

| 12 août 2014 | Leeds United (2) | 2 - 1 | Accrington Stanley (4) |                                                                   |                                                                   |
| 19 h 45 BST  | Doukara 19e 38e  |       | Gray 84e               | Elland Road, Leeds Spectateurs : 13 407 Arbitrage : Richard Clark | Elland Road, Leeds Spectateurs : 13 407 Arbitrage : Richard Clark |
| 19 h 45 BST  | Rapport          |       |                        | Elland Road, Leeds Spectateurs : 13 407 Arbitrage : Richard Clark | Elland Road, Leeds Spectateurs : 13 407 Arbitrage : Richard Clark |

| 12 août 2014 | Luton Town (4)       | 1 - 2 | Swindon Town (3) |                                                                     |                                                                     |
| 19 h 45 BST  | L. Rooney 53e (pen.) |       | Smith 76e (pen.) | Kenilworth Road, Luton Spectateurs : 4 410 Arbitrage : Paul Tierney | Kenilworth Road, Luton Spectateurs : 4 410 Arbitrage : Paul Tierney |
| 19 h 45 BST  | Rapport              |       |                  | Kenilworth Road, Luton Spectateurs : 4 410 Arbitrage : Paul Tierney | Kenilworth Road, Luton Spectateurs : 4 410 Arbitrage : Paul Tierney |

| 12 août 2014 | Millwall (2) | 1 - 0 | Wycombe Wanderers (4) |                                                                                |                                                                                |
| 19 h 45 BST  | Briggs 27e   |       |                       | The Den, South Bermondsey, Londres Spectateurs : 3 403 Arbitrage : Andy D'Urso | The Den, South Bermondsey, Londres Spectateurs : 3 403 Arbitrage : Andy D'Urso |
| 19 h 45 BST  | Rapport      |       |                       | The Den, South Bermondsey, Londres Spectateurs : 3 403 Arbitrage : Andy D'Urso | The Den, South Bermondsey, Londres Spectateurs : 3 403 Arbitrage : Andy D'Urso |

| 12 août 2014 | Milton Keynes Dons (3)                 | 3 - 1 | AFC Wimbledon (4) |                                                                           |                                                                           |
| 19 h 45 BST  | McFadzean 19e · Powell 49e · Afobe 76e |       | Tubbs 90e (pen.)  | Stadium mk, Milton Keynes Spectateurs : 7 174 Arbitrage : Dean Whitestone | Stadium mk, Milton Keynes Spectateurs : 7 174 Arbitrage : Dean Whitestone |
| 19 h 45 BST  | Rapport                                |       |                   | Stadium mk, Milton Keynes Spectateurs : 7 174 Arbitrage : Dean Whitestone | Stadium mk, Milton Keynes Spectateurs : 7 174 Arbitrage : Dean Whitestone |

| 12 août 2014 | Morecambe (4) | 0 - 1 | Bradford City (3) |                                                                     |                                                                     |
| 19 h 45 BST  |               |       | Mclean 83e        | Globe Arena, Morecambe Spectateurs : 2 395 Arbitrage : Scott Duncan | Globe Arena, Morecambe Spectateurs : 2 395 Arbitrage : Scott Duncan |
| 19 h 45 BST  | Rapport       |       |                   | Globe Arena, Morecambe Spectateurs : 2 395 Arbitrage : Scott Duncan | Globe Arena, Morecambe Spectateurs : 2 395 Arbitrage : Scott Duncan |

| 12 août 2014 | Oldham Athletic (3) | 0 - 3 | Middlesbrough (2)                           |                                                                    |                                                                    |
| 19 h 45 BST  |                     |       | L. Williams 30e · Leadbitter 48e · Kike 60e | Boundary Park, Oldham Spectateurs : 4 311 Arbitrage : James Adcock | Boundary Park, Oldham Spectateurs : 4 311 Arbitrage : James Adcock |
| 19 h 45 BST  | Rapport             |       |                                             | Boundary Park, Oldham Spectateurs : 4 311 Arbitrage : James Adcock | Boundary Park, Oldham Spectateurs : 4 311 Arbitrage : James Adcock |

| 12 août 2014 | Plymouth Argyle (4)                                              | 3 - 3 a. p. 5 - 6 t. a. b. | Leyton Orient (3)                                               |                                                                     |                                                                     |
| 19 h 45 BST  | Reid 45e 64e · McHugh 108e                                       |                            | Cox 13e · Baudry 38e · Vincelot 103e                            | Home Park, Plymouth Spectateurs : 3 343 Arbitrage : Tony Harrington | Home Park, Plymouth Spectateurs : 3 343 Arbitrage : Tony Harrington |
| 19 h 45 BST  | Rapport                                                          |                            |                                                                 | Home Park, Plymouth Spectateurs : 3 343 Arbitrage : Tony Harrington | Home Park, Plymouth Spectateurs : 3 343 Arbitrage : Tony Harrington |
| 19 h 45 BST  | Allen · Alessandra · Harvey · Morgan · Banton · Hartley · McHugh | Tirs au but 5 - 6          | Mooney · Lisbie · Sawyer · McAnuff · Clarke · Vincelot · Baudry | Home Park, Plymouth Spectateurs : 3 343 Arbitrage : Tony Harrington | Home Park, Plymouth Spectateurs : 3 343 Arbitrage : Tony Harrington |

| 12 août 2014 | Port Vale (3)                                    | 6 - 2 | Hartlepool United (4)          |                                                                                 |                                                                                 |
| 19 h 45 BST  | Williamson 8e 14e 18e · Brown 62e · Pope 74e 84e |       | Franks 10e · Austin 59e (pen.) | Vale Park, Burslem, Stoke-on-Trent Spectateurs : 2 824 Arbitrage : Graham Scott | Vale Park, Burslem, Stoke-on-Trent Spectateurs : 2 824 Arbitrage : Graham Scott |
| 19 h 45 BST  | Rapport                                          |       |                                | Vale Park, Burslem, Stoke-on-Trent Spectateurs : 2 824 Arbitrage : Graham Scott | Vale Park, Burslem, Stoke-on-Trent Spectateurs : 2 824 Arbitrage : Graham Scott |

| 12 août 2014 | Portsmouth (4) | 1 - 0 | Peterborough United (3) |                                                                         |                                                                         |
| 19 h 45 BST  | Storey 12e     |       |                         | Fratton Park, Portsmouth Spectateurs : 7 726 Arbitrage : Brendan Malone | Fratton Park, Portsmouth Spectateurs : 7 726 Arbitrage : Brendan Malone |
| 19 h 45 BST  | Rapport        |       |                         | Fratton Park, Portsmouth Spectateurs : 7 726 Arbitrage : Brendan Malone | Fratton Park, Portsmouth Spectateurs : 7 726 Arbitrage : Brendan Malone |

| 12 août 2014 | Reading (2)                                | 3 - 1 | Newport County (4) |                                                                           |                                                                           |
| 19 h 45 BST  | Pogrebnyak 20e · Blackman 87e · Tanner 90e |       | Jeffers 90e        | Madejski Stadium, Reading Spectateurs : 6 459 Arbitrage : James Linington | Madejski Stadium, Reading Spectateurs : 6 459 Arbitrage : James Linington |
| 19 h 45 BST  | Rapport                                    |       |                    | Madejski Stadium, Reading Spectateurs : 6 459 Arbitrage : James Linington | Madejski Stadium, Reading Spectateurs : 6 459 Arbitrage : James Linington |

| 12 août 2014 | Rochdale (3) | 0 - 2 | Preston North End (3)     |                                                                       |                                                                       |
| 19 h 45 BST  |              |       | Little 43e · Kilkenny 48e | Spotland Stadium, Rochdale Spectateurs : 2 348 Arbitrage : Mark Brown | Spotland Stadium, Rochdale Spectateurs : 2 348 Arbitrage : Mark Brown |
| 19 h 45 BST  | Rapport      |       |                           | Spotland Stadium, Rochdale Spectateurs : 2 348 Arbitrage : Mark Brown | Spotland Stadium, Rochdale Spectateurs : 2 348 Arbitrage : Mark Brown |

| 12 août 2014 | Rotherham United (2)   | 1 - 0 a. p. | Fleetwood Town (3) |                                                                          |                                                                          |
| 19 h 45 BST  | Derbyshire 109e (pen.) |             |                    | New York Stadium, Rotherham Spectateurs : 4 487 Arbitrage : Nigel Miller | New York Stadium, Rotherham Spectateurs : 4 487 Arbitrage : Nigel Miller |
| 19 h 45 BST  | Rapport                |             |                    | New York Stadium, Rotherham Spectateurs : 4 487 Arbitrage : Nigel Miller | New York Stadium, Rotherham Spectateurs : 4 487 Arbitrage : Nigel Miller |

| 12 août 2014 | Sheffield Wednesday (2)             | 3 - 0 | Notts County (3) |                                                                                 |                                                                                 |
| 19 h 45 BST  | Maghoma 2e · Madine 10e · Nuhiu 65e |       |                  | Hillsborough Stadium, Sheffield Spectateurs : 12 851 Arbitrage : Eddie Ilderton | Hillsborough Stadium, Sheffield Spectateurs : 12 851 Arbitrage : Eddie Ilderton |
| 19 h 45 BST  | Rapport                             |       |                  | Hillsborough Stadium, Sheffield Spectateurs : 12 851 Arbitrage : Eddie Ilderton | Hillsborough Stadium, Sheffield Spectateurs : 12 851 Arbitrage : Eddie Ilderton |

| 12 août 2014 | Shrewsbury Town (4) | 1 - 0 | Blackpool (2) |                                                                     |                                                                     |
| 19 h 45 BST  | Vernon 34e          |       |               | New Meadow, Shrewsbury Spectateurs : 4 524 Arbitrage : Mark Heywood | New Meadow, Shrewsbury Spectateurs : 4 524 Arbitrage : Mark Heywood |
| 19 h 45 BST  | Rapport             |       |               | New Meadow, Shrewsbury Spectateurs : 4 524 Arbitrage : Mark Heywood | New Meadow, Shrewsbury Spectateurs : 4 524 Arbitrage : Mark Heywood |

| 12 août 2014 | Southend United (4) | 1 - 2 | Walsall (3)              |                                                                 |                                                                 |
| 19 h 45 BST  | Leonard 68e         |       | Benning 25e · Morris 87e | Roots Hall, Southend Spectateurs : 3 146 Arbitrage : Gavin Ward | Roots Hall, Southend Spectateurs : 3 146 Arbitrage : Gavin Ward |
| 19 h 45 BST  | Rapport             |       |                          | Roots Hall, Southend Spectateurs : 3 146 Arbitrage : Gavin Ward | Roots Hall, Southend Spectateurs : 3 146 Arbitrage : Gavin Ward |

| 12 août 2014 | Stevenage (4) | 0 - 1 | Watford (2) |                                                                     |                                                                     |
| 19 h 45 BST  |               |       | Dyer 52e    | Broadhall Way, Stevenage Spectateurs : 3 989 Arbitrage : Carl Berry | Broadhall Way, Stevenage Spectateurs : 3 989 Arbitrage : Carl Berry |
| 19 h 45 BST  | Rapport       |       |             | Broadhall Way, Stevenage Spectateurs : 3 989 Arbitrage : Carl Berry | Broadhall Way, Stevenage Spectateurs : 3 989 Arbitrage : Carl Berry |

| 12 août 2014 | Tranmere Rovers (4) | 0 - 1 | Nottingham Forest (2) |                                                                     |                                                                     |
| 19 h 45 BST  |                     |       | Antonio 12e           | Prenton Park, Birkenhead Spectateurs : 4 374 Arbitrage : David Webb | Prenton Park, Birkenhead Spectateurs : 4 374 Arbitrage : David Webb |
| 19 h 45 BST  | Rapport             |       |                       | Prenton Park, Birkenhead Spectateurs : 4 374 Arbitrage : David Webb | Prenton Park, Birkenhead Spectateurs : 4 374 Arbitrage : David Webb |

| 12 août 2014 | Wolverhampton Wanderers (2) | 2 - 3 | Northampton Town (4)      |                                                                                |                                                                                |
| 19 h 45 BST  | Dicko 66e · Ricketts 67e    |       | D'Ath 58e 74e · Toney 63e | Molineux Stadium, Wolverhampton Spectateurs : 6 171 Arbitrage : Stuart Attwell | Molineux Stadium, Wolverhampton Spectateurs : 6 171 Arbitrage : Stuart Attwell |
| 19 h 45 BST  | Rapport                     |       |                           | Molineux Stadium, Wolverhampton Spectateurs : 6 171 Arbitrage : Stuart Attwell | Molineux Stadium, Wolverhampton Spectateurs : 6 171 Arbitrage : Stuart Attwell |

| 12 août 2014 | Yeovil Town (3)              | 1 - 2 | Gillingham (3)             |                                                                     |                                                                     |
| 19 h 45 BST  | Gillett 56e · Twumasi ( 62e) |       | Dickenson 23e · Morris 59e | Huish Park, Yeovil Spectateurs : 2 283 Arbitrage : Darren Sheldrake | Huish Park, Yeovil Spectateurs : 2 283 Arbitrage : Darren Sheldrake |
| 19 h 45 BST  | Rapport                      |       |                            | Huish Park, Yeovil Spectateurs : 2 283 Arbitrage : Darren Sheldrake | Huish Park, Yeovil Spectateurs : 2 283 Arbitrage : Darren Sheldrake |

| 12 août 2014 | York City (4) | 0 - 1 | Doncaster Rovers (3) |                                                                     |                                                                     |
| 19 h 45 BST  |               |       | Forrester 90e        | Bootham Crescent, York Spectateurs : 3 357 Arbitrage : Mark Haywood | Bootham Crescent, York Spectateurs : 3 357 Arbitrage : Mark Haywood |
| 19 h 45 BST  | Rapport       |       |                      | Bootham Crescent, York Spectateurs : 3 357 Arbitrage : Mark Haywood | Bootham Crescent, York Spectateurs : 3 357 Arbitrage : Mark Haywood |

| 13 août 2014 | Coventry City (3) | 1 - 2 | Cardiff City (2)                  |                                                                             |                                                                             |
| 19 h 45 BST  | Miller 83e        |       | Burgstaller 4e · Haynes 81e (csc) | Sixfields Stadium, Northampton Spectateurs : 1 382 Arbitrage : Simon Hooper | Sixfields Stadium, Northampton Spectateurs : 1 382 Arbitrage : Simon Hooper |
| 19 h 45 BST  | Rapport           |       |                                   | Sixfields Stadium, Northampton Spectateurs : 1 382 Arbitrage : Simon Hooper | Sixfields Stadium, Northampton Spectateurs : 1 382 Arbitrage : Simon Hooper |

| 13 août 2014 | Sheffield United (3)     | 2 - 1 | Mansfield Town (4) |                                                                          |                                                                          |
| 19 h 45 BST  | Butler 53e · McNulty 86e |       | Fisher 57e         | Bramall Lane, Sheffield Spectateurs : 7 929 Arbitrage : Geoff Eltringham | Bramall Lane, Sheffield Spectateurs : 7 929 Arbitrage : Geoff Eltringham |
| 19 h 45 BST  | Rapport                  |       |                    | Bramall Lane, Sheffield Spectateurs : 7 929 Arbitrage : Geoff Eltringham | Bramall Lane, Sheffield Spectateurs : 7 929 Arbitrage : Geoff Eltringham |

Les numéros entre parenthèses représentent la division dans laquelle se trouve le club en question durant la saison 2014-2015

## Deuxième tour
Deux équipes de Championship, Fulham et Norwich City, ainsi que treize équipes de Premier League (celles ne participants pas à une compétition européenne) rejoignent la compétition à ce stage. Le tournoi comprend dès lors 50 équipes. Le tirage au sort a eu lieu le 13 août 2014. Les matchs seront joués à partir du 25 août 2014.
Les résultats du tirage au sort sont les suivants :
| 26 août 2014 | Port Vale (3)                       | 2 - 3 | Cardiff City (2)            |                                                                               |                                                                               |
| 19 h 45 BST  | O'Connor[pas clair] 34e · Brown 90e |       | Ralls 26e · Macheda 60e 79e | Vale Park, Burslem, Stoke-on-Trent Spectateurs : 4 390 Arbitrage : David Webb | Vale Park, Burslem, Stoke-on-Trent Spectateurs : 4 390 Arbitrage : David Webb |
| 19 h 45 BST  | Rapport                             |       |                             | Vale Park, Burslem, Stoke-on-Trent Spectateurs : 4 390 Arbitrage : David Webb | Vale Park, Burslem, Stoke-on-Trent Spectateurs : 4 390 Arbitrage : David Webb |

| 26 août 2014 | Middlesbrough (2)            | 3 - 1   | Preston North End (3) |                                                                                |                                                                                |
| 19 h 45 BST  | Tomlin 51e 66e · Fewster 57e | (0 - 0) | Hugill 54e            | Riverside Stadium, Middlesbrough Spectateurs : 10 727 Arbitrage : Mark Haywood | Riverside Stadium, Middlesbrough Spectateurs : 10 727 Arbitrage : Mark Haywood |
| 19 h 45 BST  | Rapport                      |         |                       | Riverside Stadium, Middlesbrough Spectateurs : 10 727 Arbitrage : Mark Haywood | Riverside Stadium, Middlesbrough Spectateurs : 10 727 Arbitrage : Mark Haywood |

| 26 août 2014 | Huddersfield Town (2)        | 0 - 2   | Nottingham Forest (2)            |                                                                           |                                                                           |
| 19 h 45 BST  | Tomlin 51e 66e · Fewster 57e | (0 - 0) | Vaughan 72e (csc) · Lansbury 82e | Galpharm Stadium, Huddersfield Spectateurs : 6 509 Arbitrage : Mark Brown | Galpharm Stadium, Huddersfield Spectateurs : 6 509 Arbitrage : Mark Brown |
| 19 h 45 BST  | [ Rapport]                   |         |                                  | Galpharm Stadium, Huddersfield Spectateurs : 6 509 Arbitrage : Mark Brown | Galpharm Stadium, Huddersfield Spectateurs : 6 509 Arbitrage : Mark Brown |

| 26 août 2014 | Swansea City (1) | 1 - 0   | Rotherham United (2) |                                                   |                                                   |
| 19 h 45 BST  | Gomis 22e        | (1 - 0) |                      | Liberty Stadium, Swansea Arbitrage : Steve Martin | Liberty Stadium, Swansea Arbitrage : Steve Martin |
| 19 h 45 BST  | Rapport          |         |                      | Liberty Stadium, Swansea Arbitrage : Steve Martin | Liberty Stadium, Swansea Arbitrage : Steve Martin |

| 26 août 2014 | Watford (2) | 1 - 2   | Doncaster Rovers (3)                |                                                                                    |                                                                                    |
| 19 h 45 BST  | L. Dyer 31e | (1 - 1) | N. Tyson 12e (pen.) · Wakefield 52e | Vicarage Road, Watford, Hertfordshire Spectateurs : 7 318 Arbitrage : Andy Woolmer | Vicarage Road, Watford, Hertfordshire Spectateurs : 7 318 Arbitrage : Andy Woolmer |
| 19 h 45 BST  | Rapport     |         |                                     | Vicarage Road, Watford, Hertfordshire Spectateurs : 7 318 Arbitrage : Andy Woolmer | Vicarage Road, Watford, Hertfordshire Spectateurs : 7 318 Arbitrage : Andy Woolmer |

| 26 août 2014 | Millwall (2) | 0 - 2   | Southampton (1)      |                                                                                    |                                                                                    |
| 19 h 45 BST  |              | (0 - 0) | Cork 53e · Pellè 90e | The Den, South Bermondsey, Londres Spectateurs : 6 014 Arbitrage : Dean Whitestone | The Den, South Bermondsey, Londres Spectateurs : 6 014 Arbitrage : Dean Whitestone |
| 19 h 45 BST  | Rapport      |         |                      | The Den, South Bermondsey, Londres Spectateurs : 6 014 Arbitrage : Dean Whitestone | The Den, South Bermondsey, Londres Spectateurs : 6 014 Arbitrage : Dean Whitestone |

| 26 août 2014 | Bournemouth (2)                       | 3 - 0   | Northampton Town (4) |                                                                              |                                                                              |
| 19 h 45 BST  | Gosling 21e · Pitman 30e · Wilson 79e | (2 - 0) |                      | Dean Court, Boscombe, Bournemouth Spectateurs : 5 250 Arbitrage : Carl Berry | Dean Court, Boscombe, Bournemouth Spectateurs : 5 250 Arbitrage : Carl Berry |
| 19 h 45 BST  | Rapport                               |         |                      | Dean Court, Boscombe, Bournemouth Spectateurs : 5 250 Arbitrage : Carl Berry | Dean Court, Boscombe, Bournemouth Spectateurs : 5 250 Arbitrage : Carl Berry |

| 26 août 2014 | Brentford (2) | 0 - 1   | Fulham (2)    |                                                                               |                                                                               |
| 19 h 45 BST  |               | (0 - 0) | McCormack 68e | Griffin Park, Brentford, Londres Spectateurs : 7 563 Arbitrage : Scott Duncan | Griffin Park, Brentford, Londres Spectateurs : 7 563 Arbitrage : Scott Duncan |
| 19 h 45 BST  | Rapport       |         |               | Griffin Park, Brentford, Londres Spectateurs : 7 563 Arbitrage : Scott Duncan | Griffin Park, Brentford, Londres Spectateurs : 7 563 Arbitrage : Scott Duncan |

| 26 août 2014 | West Bromwich Albion (1)                                                            | 1 - 1 a. p. 7 - 6 t. a. b. | Oxford United (4)                                                                      |                                                                            |                                                                            |
| 19 h 45 BST  | Mullins 29e (csc)                                                                   | (1 - 0)                    | Hylton 86e                                                                             | The Hawthorns, West Bromwich Spectateurs : 10 939 Arbitrage : James Adcock | The Hawthorns, West Bromwich Spectateurs : 10 939 Arbitrage : James Adcock |
| 19 h 45 BST  | Rapport                                                                             |                            |                                                                                        | The Hawthorns, West Bromwich Spectateurs : 10 939 Arbitrage : James Adcock | The Hawthorns, West Bromwich Spectateurs : 10 939 Arbitrage : James Adcock |
| 19 h 45 BST  | Morrison · Ideye · Mulumbu · Berahino · Yacob · Dawson · Wisdom · Gamboa · Davidson | Tirs au but 7 - 6          | Hylton · Collins · Newey · Hoskins · Hunt (en) · Jakubiak · Ruffels · Mullins · Wright | The Hawthorns, West Bromwich Spectateurs : 10 939 Arbitrage : James Adcock | The Hawthorns, West Bromwich Spectateurs : 10 939 Arbitrage : James Adcock |

| 26 août 2014 | Scunthorpe United (3) | 0 - 1   | Reading (2) |                                                                        |                                                                        |
| 19 h 45 BST  |                       | (0 - 0) | Taylor 85e  | Glanford Park, Scunthorpe Spectateurs : 2 657 Arbitrage : Kevin Wright | Glanford Park, Scunthorpe Spectateurs : 2 657 Arbitrage : Kevin Wright |
| 19 h 45 BST  | Rapport               |         |             | Glanford Park, Scunthorpe Spectateurs : 2 657 Arbitrage : Kevin Wright | Glanford Park, Scunthorpe Spectateurs : 2 657 Arbitrage : Kevin Wright |

| 26 août 2014 | Derby County (2) | 1 - 0   | Charlton Athletic(2) |                                                                             |                                                                             |
| 19 h 45 BST  | Calero 87e       | (0 - 0) |                      | Pride Park Stadium, Derby Spectateurs : 16 367 Arbitrage : Graham Salisbury | Pride Park Stadium, Derby Spectateurs : 16 367 Arbitrage : Graham Salisbury |
| 19 h 45 BST  | Rapport          |         |                      | Pride Park Stadium, Derby Spectateurs : 16 367 Arbitrage : Graham Salisbury | Pride Park Stadium, Derby Spectateurs : 16 367 Arbitrage : Graham Salisbury |

| 26 août 2014 | West Ham United (1)                         | 1 - 1 a. p. 4 - 5 t. a. b. | Sheffield United (3)                          |                                                                         |                                                                         |
| 19 h 45 BST  | Sakho 40e                                   | (1 - 0)                    | Reid 58e (csc)                                | Boleyn Ground, Londres Spectateurs : 28 930 Arbitrage : James Linington | Boleyn Ground, Londres Spectateurs : 28 930 Arbitrage : James Linington |
| 19 h 45 BST  | Rapport                                     |                            |                                               | Boleyn Ground, Londres Spectateurs : 28 930 Arbitrage : James Linington | Boleyn Ground, Londres Spectateurs : 28 930 Arbitrage : James Linington |
| 19 h 45 BST  | Noble · Downing · Zárate · Poyet · Valencia | Tirs au but 4 - 5          | Davies · Collins · McNulty · McEveley · Doyle | Boleyn Ground, Londres Spectateurs : 28 930 Arbitrage : James Linington | Boleyn Ground, Londres Spectateurs : 28 930 Arbitrage : James Linington |

| 26 août 2014 | Swindon Town (3)                           | 2 - 4   | Brighton & Hove Albion (2)                                      |                                                                    |                                                                    |
| 19 h 45 BST  | L. Thompson 46e · Kasim 112e · N. Thompson | (0 - 1) | Ince 10e · Colunga 95e · Forster-Caskey 100e (pen.) 120e (pen.) | County Ground, Swindon Spectateurs : 5 414 Arbitrage : Andy Madley | County Ground, Swindon Spectateurs : 5 414 Arbitrage : Andy Madley |
| 19 h 45 BST  | Rapport                                    |         |                                                                 | County Ground, Swindon Spectateurs : 5 414 Arbitrage : Andy Madley | County Ground, Swindon Spectateurs : 5 414 Arbitrage : Andy Madley |

| 26 août 2014 | Leicester City (1) | 0 - 1   | Shrewsbury Town (4) |                                                                            |                                                                            |
| 19 h 45 BST  |                    | (0 - 1) | Mangan 38e          | King Power Stadium, Leicester Spectateurs : 8 017 Arbitrage : Simon Hooper | King Power Stadium, Leicester Spectateurs : 8 017 Arbitrage : Simon Hooper |
| 19 h 45 BST  | Rapport            |         |                     | King Power Stadium, Leicester Spectateurs : 8 017 Arbitrage : Simon Hooper | King Power Stadium, Leicester Spectateurs : 8 017 Arbitrage : Simon Hooper |

| 26 août 2014 | Crewe Alexandra (3)    | 2 - 3 a. p. | Bolton Wanderers (2)              |                                                                    |                                                                    |
| 19 h 45 BST  | Inman 2e · Haber 90+8e |             | Pratley 40e · Beckford 90+2e 107e | Gresty Road, Crewe Spectateurs : 2 642 Arbitrage : Tony Harrington | Gresty Road, Crewe Spectateurs : 2 642 Arbitrage : Tony Harrington |
| 19 h 45 BST  | Rapport                |             |                                   | Gresty Road, Crewe Spectateurs : 2 642 Arbitrage : Tony Harrington | Gresty Road, Crewe Spectateurs : 2 642 Arbitrage : Tony Harrington |

| 26 août 2014 | Gillingham (3) | 0 - 1   | Newcastle United (1) |                                                             |                                                             |
| 19 h 45 BST  |                | (0 - 1) | Egan 25              | Priestfield Stadium, Gillingham Arbitrage : Oliver Langford | Priestfield Stadium, Gillingham Arbitrage : Oliver Langford |
| 19 h 45 BST  | Rapport        |         |                      | Priestfield Stadium, Gillingham Arbitrage : Oliver Langford | Priestfield Stadium, Gillingham Arbitrage : Oliver Langford |

| 26 août 2014 | Norwich City (2)                   | 3 - 1 | Crawley Town (3)  |                                                                      |                                                                      |
| 19 h 45 BST  | Jerome 14e · Josh Murphy 49e 90+2e |       | Cuéllar 55e (csc) | Carrow Road, Norwich Spectateurs : 14 414 Arbitrage : Darren Deadman | Carrow Road, Norwich Spectateurs : 14 414 Arbitrage : Darren Deadman |
| 19 h 45 BST  | [ Rapport]                         |       |                   | Carrow Road, Norwich Spectateurs : 14 414 Arbitrage : Darren Deadman | Carrow Road, Norwich Spectateurs : 14 414 Arbitrage : Darren Deadman |

| 26 août 2014 | Burnley (1) | 0 - 1 | Sheffield Wednesday (2) |                                                                     |                                                                     |
| 19 h 45 BST  |             |       | Nuhiu 78e (pen.)        | Turf Moor, Burnley Spectateurs : 4 979 Arbitrage : Geoff Eltringham | Turf Moor, Burnley Spectateurs : 4 979 Arbitrage : Geoff Eltringham |
| 19 h 45 BST  | Rapport     |       |                         | Turf Moor, Burnley Spectateurs : 4 979 Arbitrage : Geoff Eltringham | Turf Moor, Burnley Spectateurs : 4 979 Arbitrage : Geoff Eltringham |

| 26 août 2014 | Walsall (3) | 0 - 3 | Crystal Palace (1) |                                                     |                                                     |
| 19 h 45 BST  |             |       | Gayle 7e 25e 41e   | Bescot Stadium, Walsall Arbitrage : Darren Drysdale | Bescot Stadium, Walsall Arbitrage : Darren Drysdale |
| 19 h 45 BST  | Rapport     |       |                    | Bescot Stadium, Walsall Arbitrage : Darren Drysdale | Bescot Stadium, Walsall Arbitrage : Darren Drysdale |

| 26 août 2014 | Milton Keynes Dons (3)        | 4 - 0 | Manchester United (1) |                                                                           |                                                                           |
| 20 h 00 BST  | Grigg 25e 63e · Afobe 70e 84e |       |                       | Stadium mk, Milton Keynes Spectateurs : 26 969 Arbitrage : Stuart Attwell | Stadium mk, Milton Keynes Spectateurs : 26 969 Arbitrage : Stuart Attwell |
| 20 h 00 BST  | Rapport                       |       |                       | Stadium mk, Milton Keynes Spectateurs : 26 969 Arbitrage : Stuart Attwell | Stadium mk, Milton Keynes Spectateurs : 26 969 Arbitrage : Stuart Attwell |

| 27 août 2014 | Burton Albion (4) | 1 - 0   | Queens Park Rangers (1) |                                                                                 |                                                                                 |
| 19 h 45 BST  | McGurk 77e        | (0 - 0) |                         | Pirelli Stadium, Burton upon Trent Spectateurs : 3 999 Arbitrage : Paul Tierney | Pirelli Stadium, Burton upon Trent Spectateurs : 3 999 Arbitrage : Paul Tierney |
| 19 h 45 BST  | Rapport           |         |                         | Pirelli Stadium, Burton upon Trent Spectateurs : 3 999 Arbitrage : Paul Tierney | Pirelli Stadium, Burton upon Trent Spectateurs : 3 999 Arbitrage : Paul Tierney |

| 27 août 2014 | Aston Villa (1) | 0 - 1   | Leyton Orient (3) |                                                                      |                                                                      |
| 19 h 45 BST  |                 | (0 - 0) | Vincelot 87e      | Villa Park, Birmingham Spectateurs : 17 918 Arbitrage : Carl Boyeson | Villa Park, Birmingham Spectateurs : 17 918 Arbitrage : Carl Boyeson |
| 19 h 45 BST  | Rapport         |         |                   | Villa Park, Birmingham Spectateurs : 17 918 Arbitrage : Carl Boyeson | Villa Park, Birmingham Spectateurs : 17 918 Arbitrage : Carl Boyeson |

| 27 août 2014 | Bradford City (3)      | 2 - 1   | Leeds United (2)   |                                                                       |                                                                       |
| 19 h 45 BST  | Knott 84e · Hanson 86e | (0 - 0) | Murphy · Smith 82e | Valley Parade, Bradford Spectateurs : 18 750 Arbitrage : Graham Scott | Valley Parade, Bradford Spectateurs : 18 750 Arbitrage : Graham Scott |
| 19 h 45 BST  | Rapport                |         |                    | Valley Parade, Bradford Spectateurs : 18 750 Arbitrage : Graham Scott | Valley Parade, Bradford Spectateurs : 18 750 Arbitrage : Graham Scott |

| 27 août 2014 | Birmingham City (2) | 0 - 3   | Sunderland (1)                           |                                                                      |                                                                      |
| 19 h 45 BST  |                     | (0 - 0) | J. Gomez 77e · Johnson 87e · Wickham 88e | St Andrew's, Birmingham Spectateurs : 11 245 Arbitrage : Darren Bond | St Andrew's, Birmingham Spectateurs : 11 245 Arbitrage : Darren Bond |
| 19 h 45 BST  | Rapport             |         |                                          | St Andrew's, Birmingham Spectateurs : 11 245 Arbitrage : Darren Bond | St Andrew's, Birmingham Spectateurs : 11 245 Arbitrage : Darren Bond |

| 27 août 2014 | Stoke City (1)               | 3 - 0   | Portsmouth (4) |                                                                                |                                                                                |
| 19 h 45 BST  | Walters 16e 47e · Crouch 90e | (1 - 0) |                | Britannia Stadium, Stoke-on-Trent Spectateurs : 10 312 Arbitrage : Andy D'Urso | Britannia Stadium, Stoke-on-Trent Spectateurs : 10 312 Arbitrage : Andy D'Urso |
| 19 h 45 BST  | Rapport                      |         |                | Britannia Stadium, Stoke-on-Trent Spectateurs : 10 312 Arbitrage : Andy D'Urso | Britannia Stadium, Stoke-on-Trent Spectateurs : 10 312 Arbitrage : Andy D'Urso |

## Troisième tour
Les sept équipes de Premier League jouant une compétition européenne (Ligue des champions ou Ligue Europa) s'ajoutent à la compétition, joignant ainsi les 25 vainqueurs du deuxième tour. Le tirage au sort a eu lieu le 27 août 2014 et les matchs commenceront à partir du 22 septembre 2014.
| 23 septembre 2014 | Arsenal (1) | 1 - 2   | Southampton (1)              |                                                                         |                                                                         |
| BST               | Sánchez 14e | (1 - 2) | Tadić 20e (pen.) · Clyne 40e | Emirates Stadium, Londres Spectateurs : 59 621 Arbitrage : Keith Stroud | Emirates Stadium, Londres Spectateurs : 59 621 Arbitrage : Keith Stroud |
| BST               | Rapport     |         |                              | Emirates Stadium, Londres Spectateurs : 59 621 Arbitrage : Keith Stroud | Emirates Stadium, Londres Spectateurs : 59 621 Arbitrage : Keith Stroud |

| 23 septembre 2014 | Leyton Orient (3) | 0 - 1   | Sheffield United (3) |                                                                     |                                                                     |
| BST               |                   | (0 - 1) | Higdon 2e            | Brisbane Road, Londres Spectateurs : 3 223 Arbitrage : James Adcock | Brisbane Road, Londres Spectateurs : 3 223 Arbitrage : James Adcock |
| BST               | Rapport           |         |                      | Brisbane Road, Londres Spectateurs : 3 223 Arbitrage : James Adcock | Brisbane Road, Londres Spectateurs : 3 223 Arbitrage : James Adcock |

| 23 septembre 2014 | Cardiff City (2) | 0 - 3   | Bournemouth (2)              |                                                                           |                                                                           |
| BST               |                  | (0 - 3) | Gosling 9e 33e · Daniels 22e | Cardiff City Stadium, Cardiff Spectateurs : 6 491 Arbitrage : Andy Madley | Cardiff City Stadium, Cardiff Spectateurs : 6 491 Arbitrage : Andy Madley |
| BST               | Rapport          |         |                              | Cardiff City Stadium, Cardiff Spectateurs : 6 491 Arbitrage : Andy Madley | Cardiff City Stadium, Cardiff Spectateurs : 6 491 Arbitrage : Andy Madley |

| 23 septembre 2014 | Sunderland (1) | 1 - 2   | Stoke City (1)  |                                                                         |                                                                         |
| BST               | Altidore 16e   | (1 - 1) | Muniesa 31e 71e | Stadium of Light, Sunderland Spectateurs : 17 353 Arbitrage : Mike Dean | Stadium of Light, Sunderland Spectateurs : 17 353 Arbitrage : Mike Dean |
| BST               | Rapport        |         |                 | Stadium of Light, Sunderland Spectateurs : 17 353 Arbitrage : Mike Dean | Stadium of Light, Sunderland Spectateurs : 17 353 Arbitrage : Mike Dean |

| 23 septembre 2014 | Derby County (2)              | 2 - 0   | Reading (2) |                                                                         |                                                                         |
| BST               | Russel 67e · Pearce 82e (csc) | (0 - 0) |             | Pride Park Stadium, Derby Spectateurs : 18 409 Arbitrage : Simon Hooper | Pride Park Stadium, Derby Spectateurs : 18 409 Arbitrage : Simon Hooper |
| BST               | Rapport                       |         |             | Pride Park Stadium, Derby Spectateurs : 18 409 Arbitrage : Simon Hooper | Pride Park Stadium, Derby Spectateurs : 18 409 Arbitrage : Simon Hooper |

| 23 septembre 2014 | Liverpool (1) | 2 - 2 a. p. 14 - 13 t. a. b. | Middlesbrough (2) |                                                                |                                                                |
| BST               | Rossiter 10e · Suso 109e |                              | Reach 62e · Bamford 120e (pen.) | Anfield, Liverpool Spectateurs : 41 857 Arbitrage : Mike Jones | Anfield, Liverpool Spectateurs : 41 857 Arbitrage : Mike Jones |
| BST               | Rapport |                              | | Anfield, Liverpool Spectateurs : 41 857 Arbitrage : Mike Jones | Anfield, Liverpool Spectateurs : 41 857 Arbitrage : Mike Jones |
| BST               | Balotelli · Leiva · Lallana · Suso · Sterling · Williams · K. Touré · Sakho · Manquillo · Enrique · Mignolet · Balotelli · Leiva · Lallana · Suso | Tirs au but 14 - 13          | Bamford · Clayton · Reach · Adomah · Vossen · Friend · Ayala · Fredericks · Omeruo · Wildschut · Blackman · Bamford · Clayton · Reach · Adomah | Anfield, Liverpool Spectateurs : 41 857 Arbitrage : Mike Jones | Anfield, Liverpool Spectateurs : 41 857 Arbitrage : Mike Jones |

| 23 septembre 2014 | Milton Keynes Dons (3) | 2 - 0 | Bradford City (3) |                                                                        |                                                                        |
| BST               | Afobe 5e 86e           |       |                   | Stadium mk, Milton Keynes Spectateurs : 5 707 Arbitrage : Mick Russell | Stadium mk, Milton Keynes Spectateurs : 5 707 Arbitrage : Mick Russell |
| BST               | Rapport                |       |                   | Stadium mk, Milton Keynes Spectateurs : 5 707 Arbitrage : Mick Russell | Stadium mk, Milton Keynes Spectateurs : 5 707 Arbitrage : Mick Russell |

| 23 septembre 2014 | Swansea City (1)                      | 3 - 0 | Everton (1) |                                                                      |                                                                      |
| BST               | Dyer 28e · Sigurðsson 64e · Emnes 87e |       |             | Liberty Stadium, Swansea Spectateurs : 20 397 Arbitrage : Roger East | Liberty Stadium, Swansea Spectateurs : 20 397 Arbitrage : Roger East |
| BST               | Rapport                               |       |             | Liberty Stadium, Swansea Spectateurs : 20 397 Arbitrage : Roger East | Liberty Stadium, Swansea Spectateurs : 20 397 Arbitrage : Roger East |

| 23 septembre 2014 | Shrewsbury Town (4) | 1 - 0 | Norwich City (2) |                                                                              |                                                                              |
| BST               | Collins 54e         |       |                  | Greenhous Meadow, Shrewsbury Spectateurs : 6 187 Arbitrage : Scott Mathieson | Greenhous Meadow, Shrewsbury Spectateurs : 6 187 Arbitrage : Scott Mathieson |
| BST               | Rapport             |       |                  | Greenhous Meadow, Shrewsbury Spectateurs : 6 187 Arbitrage : Scott Mathieson | Greenhous Meadow, Shrewsbury Spectateurs : 6 187 Arbitrage : Scott Mathieson |

| 23 septembre 2014 | Fulham (2)          | 2 - 1 | Doncaster Rovers (3) |                                                                      |                                                                      |
| BST               | Ruiz 16e · Burn 32e |       | Coppinger 60e        | Craven Cottage, Londres Spectateurs : 8 070 Arbitrage : Kevin Friend | Craven Cottage, Londres Spectateurs : 8 070 Arbitrage : Kevin Friend |
| BST               | Rapport             |       |                      | Craven Cottage, Londres Spectateurs : 8 070 Arbitrage : Kevin Friend | Craven Cottage, Londres Spectateurs : 8 070 Arbitrage : Kevin Friend |

| 24 septembre 2014 | Tottenham Hotspur (1)              | 3 - 1 | Nottingham Forest (2) |                                                                            |                                                                            |
| BST               | Mason 72e · Soldado 83e · Kane 90e |       | Grant 61e             | White Hart Lane, Tottenham Spectateurs : 31 912 Arbitrage : Andre Marriner | White Hart Lane, Tottenham Spectateurs : 31 912 Arbitrage : Andre Marriner |
| BST               | Rapport                            |       |                       | White Hart Lane, Tottenham Spectateurs : 31 912 Arbitrage : Andre Marriner | White Hart Lane, Tottenham Spectateurs : 31 912 Arbitrage : Andre Marriner |

| 24 septembre 2014 | Chelsea (1)           | 2 - 1 | Bolton Wanderers (2) |                                                                        |                                                                        |
| BST               | Zouma 25e · Oscar 55e |       | Mills 31e            | Stamford Bridge, Londres Spectateurs : 40 988 Arbitrage : Graham Scott | Stamford Bridge, Londres Spectateurs : 40 988 Arbitrage : Graham Scott |
| BST               | Rapport               |       |                      | Stamford Bridge, Londres Spectateurs : 40 988 Arbitrage : Graham Scott | Stamford Bridge, Londres Spectateurs : 40 988 Arbitrage : Graham Scott |

| 24 septembre 2014 | West Bromwich Albion (1)               | 3 - 2 | Hull City (1)        |                                                                         |                                                                         |
| BST               | Ideye 15e · McAuley 87e · Berahino 88e |       | Ince 41e · Brady 50e | The Hawthorns, West Bromwich Spectateurs : 10 496 Arbitrage : Phil Dowd | The Hawthorns, West Bromwich Spectateurs : 10 496 Arbitrage : Phil Dowd |
| BST               | Rapport                                |       |                      | The Hawthorns, West Bromwich Spectateurs : 10 496 Arbitrage : Phil Dowd | The Hawthorns, West Bromwich Spectateurs : 10 496 Arbitrage : Phil Dowd |

| 24 septembre 2014 | Crystal Palace (1)            | 2 - 3 a. p. | Newcastle United (1)                  |                                                                       |                                                                       |
| BST               | Gayle 25e (pen.) · Kaikai 90e |             | Rivière 36e 48e (pen.) · Dummett 112e | Selhurst Park, Londres Spectateurs : 13 773 Arbitrage : Robert Madley | Selhurst Park, Londres Spectateurs : 13 773 Arbitrage : Robert Madley |
| BST               | Rapport                       |             |                                       | Selhurst Park, Londres Spectateurs : 13 773 Arbitrage : Robert Madley | Selhurst Park, Londres Spectateurs : 13 773 Arbitrage : Robert Madley |

| 24 septembre 2014 | Manchester City (1)                                                       | 7 - 0   | Sheffield Wednesday (2) |                                                                                      |                                                                                      |
| BST               | Lampard 47e 90e · Džeko 53e 77e · Navas 54e · Touré 60e (pen.) · Pozo 88e | (0 - 0) |                         | City of Manchester Stadium, Manchester Spectateurs : 32 346 Arbitrage : Paul Tierney | City of Manchester Stadium, Manchester Spectateurs : 32 346 Arbitrage : Paul Tierney |
| BST               | Rapport                                                                   |         |                         | City of Manchester Stadium, Manchester Spectateurs : 32 346 Arbitrage : Paul Tierney | City of Manchester Stadium, Manchester Spectateurs : 32 346 Arbitrage : Paul Tierney |

| 24 septembre 2014 | Burton Albion (4) | 0 - 3 | Brighton & Hove Albion (2)                |                                                                                |                                                                                |
| BST               |                   |       | Ince 18e · LuaLua 37e · Mackail-Smith 66e | Pirelli Stadium, Burton upon Trent Spectateurs : 3 253 Arbitrage : Darren Bond | Pirelli Stadium, Burton upon Trent Spectateurs : 3 253 Arbitrage : Darren Bond |
| BST               | Rapport           |       |                                           | Pirelli Stadium, Burton upon Trent Spectateurs : 3 253 Arbitrage : Darren Bond | Pirelli Stadium, Burton upon Trent Spectateurs : 3 253 Arbitrage : Darren Bond |

## Quatrième tour
Le tirage au sort pour le quatrième tour a eu lieu le 24 septembre 2014. Les matchs commenceront à partir du 27 octobre 2014.
| 28 octobre 2014 | Bournemouth (2)         | 2-1   | West Bromwich (1) |                                                                                 |                                                                                 |
| 19:45           | O'Kane 49e · Wilson 86e | (0-0) | Elphick 85e (csc) | Dean Court, Boscombe, Bournemouth Spectateurs : 11 296 Arbitrage : Paul Tierney | Dean Court, Boscombe, Bournemouth Spectateurs : 11 296 Arbitrage : Paul Tierney |
| 19:45           | Rapport                 |       |                   | Dean Court, Boscombe, Bournemouth Spectateurs : 11 296 Arbitrage : Paul Tierney | Dean Court, Boscombe, Bournemouth Spectateurs : 11 296 Arbitrage : Paul Tierney |

| 28 octobre 2014 | MK Dons (3)      | 1-2   | Sheffield United (3) |                                                                      |                                                                      |
| 19:45           | Afobe 67e (pen.) | (0-0) | Higdon 86e 90+2e     | mk Stadium, Milton Keynes Spectateurs : 8 520 Arbitrage : Roger East | mk Stadium, Milton Keynes Spectateurs : 8 520 Arbitrage : Roger East |
| 19:45           | Rapport          |       |                      | mk Stadium, Milton Keynes Spectateurs : 8 520 Arbitrage : Roger East | mk Stadium, Milton Keynes Spectateurs : 8 520 Arbitrage : Roger East |

| 28 octobre 2014 | Shrewsbury Town (3) | 1-2   | Chelsea (1)                      |                                                                        |                                                                        |
| 19:45           | Mangan 77e          | (0-0) | Drogba 45e · Grandison 81e (csc) | New Meadow, Shrewsbury Spectateurs : 10 210 Arbitrage : Neil Swarbrick | New Meadow, Shrewsbury Spectateurs : 10 210 Arbitrage : Neil Swarbrick |
| 19:45           | Rapport             |       |                                  | New Meadow, Shrewsbury Spectateurs : 10 210 Arbitrage : Neil Swarbrick | New Meadow, Shrewsbury Spectateurs : 10 210 Arbitrage : Neil Swarbrick |

| 28 octobre 2014 | Fulham (2)      | 2-5   | Derby County (2)                                                 |                                                                       |                                                                       |
| 20:00           | Dembélé 27e 45e | (2-1) | Martin 45e (pen.) · Russell 47e · Dawkins 54e 65e · Hendrick 62e | Craven Cottage, Londres Spectateurs : 15 156 Arbitrage : Graham Scott | Craven Cottage, Londres Spectateurs : 15 156 Arbitrage : Graham Scott |
| 20:00           | Rapport         |       |                                                                  | Craven Cottage, Londres Spectateurs : 15 156 Arbitrage : Graham Scott | Craven Cottage, Londres Spectateurs : 15 156 Arbitrage : Graham Scott |

| 28 octobre 2014 | Liverpool (1)                | 2-1   | Swansea City (1) |                                                                       |                                                                       |
| 20:00           | Balotelli 86e · Lovren 90+5e | (0-0) | Emnes 65e        | Anfield Road, Liverpool Spectateurs : 42 582 Arbitrage : Keith Stroud | Anfield Road, Liverpool Spectateurs : 42 582 Arbitrage : Keith Stroud |
| 20:00           | Rapport                      |       |                  | Anfield Road, Liverpool Spectateurs : 42 582 Arbitrage : Keith Stroud | Anfield Road, Liverpool Spectateurs : 42 582 Arbitrage : Keith Stroud |

| 29 octobre 2014 | Tottenham (1)         | 2-0   | Brighton (2) |                                                                            |                                                                            |
| 19:45           | Lamela 54e · Kane 74e | (0-0) |              | White Hart Lane, Londres Spectateurs : 33 537 Arbitrage : Mark Clattenburg | White Hart Lane, Londres Spectateurs : 33 537 Arbitrage : Mark Clattenburg |
| 19:45           | Rapport               |       |              | White Hart Lane, Londres Spectateurs : 33 537 Arbitrage : Mark Clattenburg | White Hart Lane, Londres Spectateurs : 33 537 Arbitrage : Mark Clattenburg |

| 29 octobre 2014 | Stoke City (1)         | 2-3   | Southampton (1)         |                                                                              |                                                                              |
| 19:45           | Nzonzi 49e · Diouf 82e | (0-2) | Pellè 6e 88e · Long 30e | Britannia Stadium, Stoke-on-Trent Spectateurs : 16 340 Arbitrage : Lee Mason | Britannia Stadium, Stoke-on-Trent Spectateurs : 16 340 Arbitrage : Lee Mason |
| 19:45           | Rapport                |       |                         | Britannia Stadium, Stoke-on-Trent Spectateurs : 16 340 Arbitrage : Lee Mason | Britannia Stadium, Stoke-on-Trent Spectateurs : 16 340 Arbitrage : Lee Mason |

| 29 octobre 2014 | Manchester City (1) | 0-2   | Newcastle United (1)    |                                                                            |                                                                            |
| 19:45           |                     | (0-1) | Aarons 6e · Sissoko 75e | Etihad Stadium, Manchester Spectateurs : 40 752 Arbitrage : Stuart Attwell | Etihad Stadium, Manchester Spectateurs : 40 752 Arbitrage : Stuart Attwell |
| 19:45           | Rapport             |       |                         | Etihad Stadium, Manchester Spectateurs : 40 752 Arbitrage : Stuart Attwell | Etihad Stadium, Manchester Spectateurs : 40 752 Arbitrage : Stuart Attwell |

## Cinquième tour
Le tirage au sort pour le quatrième tour aura lieu le 29 octobre 2014. Les matchs commenceront à partir du 15 décembre 2014.
| 16 décembre 2014 | Derby County (2)      | 1 - 3   | Chelsea (1)                                 |                                                                          |                                                                          |
| 19h45            | Bryson 71e Buxton 78e | (0 - 1) | Hazard 23e · Filipe Luís 56e · Schürrle 82e | Pride Park Stadium, Derby Spectateurs : 30 639 Arbitrage : Jonathan Moss | Pride Park Stadium, Derby Spectateurs : 30 639 Arbitrage : Jonathan Moss |
| 19h45            | Rapport               |         |                                             | Pride Park Stadium, Derby Spectateurs : 30 639 Arbitrage : Jonathan Moss | Pride Park Stadium, Derby Spectateurs : 30 639 Arbitrage : Jonathan Moss |

| 16 décembre 2014 | Sheffield United (3) | 1 - 0   | Southampton (1) |                                                                    |                                                                    |
| 19h45            | McNulty 63e          | (0 - 0) | Gardoș 90+1e    | Bramall Lane, Sheffield Spectateurs : 21 906 Arbitrage : Chris Foy | Bramall Lane, Sheffield Spectateurs : 21 906 Arbitrage : Chris Foy |
| 19h45            | Rapport              |         |                 | Bramall Lane, Sheffield Spectateurs : 21 906 Arbitrage : Chris Foy | Bramall Lane, Sheffield Spectateurs : 21 906 Arbitrage : Chris Foy |

| 17 décembre 2014 | Tottenham (1)                                      | 4 - 0   | Newcastle (1) |                                                                          |                                                                          |
| 19h45            | Bentaleb 18e · Chadli 46e · Kane 65e · Soldado 70e | (1 - 0) |               | White Hart Lane, Londres Spectateurs : 34 677 Arbitrage : Andre Marriner | White Hart Lane, Londres Spectateurs : 34 677 Arbitrage : Andre Marriner |
| 19h45            | Rapport                                            |         |               | White Hart Lane, Londres Spectateurs : 34 677 Arbitrage : Andre Marriner | White Hart Lane, Londres Spectateurs : 34 677 Arbitrage : Andre Marriner |

| 17 décembre 2014 | Bournemouth (2) | 1 - 3   | Liverpool (1)                   |                                                                           |                                                                           |
| 19h45            | Gosling 57e     | (0 - 1) | Sterling 20e 51e · Marković 27e | Dean Court, Bournemouth Spectateurs : 11 347 Arbitrage : Mark Clattenburg | Dean Court, Bournemouth Spectateurs : 11 347 Arbitrage : Mark Clattenburg |
| 19h45            | Rapport         |         |                                 | Dean Court, Bournemouth Spectateurs : 11 347 Arbitrage : Mark Clattenburg | Dean Court, Bournemouth Spectateurs : 11 347 Arbitrage : Mark Clattenburg |

## Demi-finale
Le tirage au sort pour les demi-finales aura lieu le 17 décembre 2014.

### Matchs aller
| 20 janvier 2015 | Liverpool           | 1 - 1 | Chelsea                |                    |                    |
| 20h45           | Raheem Sterling 59e |       | 18e (pen.) Eden Hazard | Anfield, Liverpool | Anfield, Liverpool |

| 21 janvier 2015 | Tottenham Hotspur          | 1 - 0 | Sheffield United |                          |                          |
| 21h00           | Andros Townsend 74e (pen.) |       |                  | White Hart Lane, Londres | White Hart Lane, Londres |

### Matchs retour
| 27 janvier 2015 | Chelsea                | 1 - 0 (a. p.) | Liverpool |                                                                          |                                                                          |
| 20h45           | Branislav Ivanović 94e |               |           | Stamford Bridge, Londres Spectateurs : 40 659 Arbitrage : Michael Oliver | Stamford Bridge, Londres Spectateurs : 40 659 Arbitrage : Michael Oliver |
| 20h45           | Rapport                |               |           | Stamford Bridge, Londres Spectateurs : 40 659 Arbitrage : Michael Oliver | Stamford Bridge, Londres Spectateurs : 40 659 Arbitrage : Michael Oliver |

| 28 janvier 2015 | Sheffield United | 2 - 2 | Tottenham Hotspur |                                                                    |                                                                    |
| 20h45           | Adams 77e 80e    |       | 28e 88e Eriksen   | Bramall Lane, Sheffield Spectateurs : 30 236 Arbitrage : Mike Dean | Bramall Lane, Sheffield Spectateurs : 30 236 Arbitrage : Mike Dean |

Les matchs retour des demi-finales commenceront à partir du 26 janvier 2015.

## Finale
| 1er mars 2015 | Chelsea               | 2 - 0   | Tottenham Hotspur |                                                                          |                                                                          |
|               | Terry 45e · Costa 56e | (1 - 0) |                   | Wembley Stadium, Londres Spectateurs : 89 294 Arbitrage : Anthony Taylor | Wembley Stadium, Londres Spectateurs : 89 294 Arbitrage : Anthony Taylor |
|               | Rapport               |         |                   | Wembley Stadium, Londres Spectateurs : 89 294 Arbitrage : Anthony Taylor | Wembley Stadium, Londres Spectateurs : 89 294 Arbitrage : Anthony Taylor |

## Balle officielle
La balle officielle de la Capital One Cup est la Mitre Delta V12S.